# Casa del Traductor (BUAP)

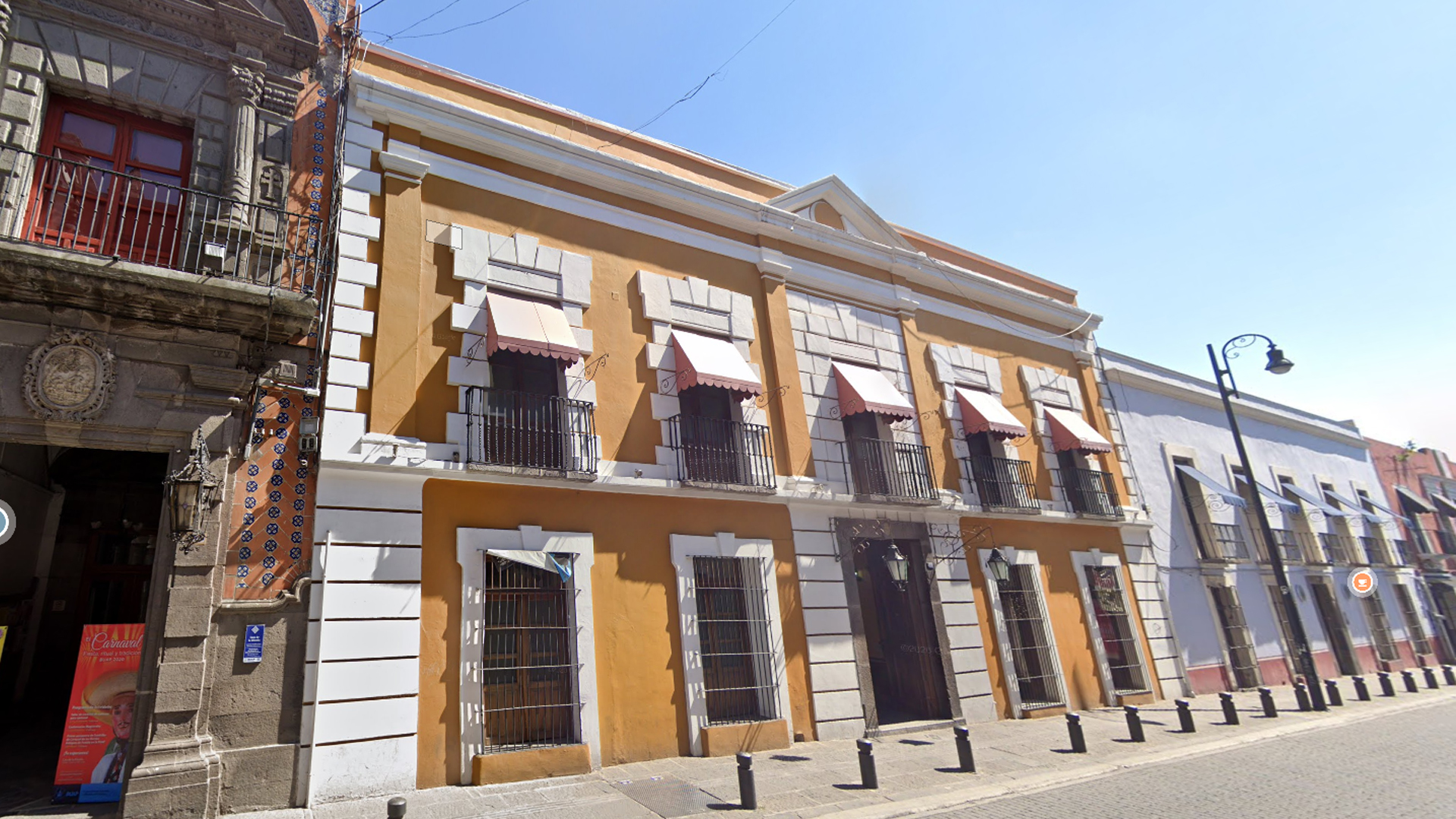
Fotografía

La Casa del Traductor es una edificación de 1872, de estilo neoclásico, restaurada por el gobierno del estado de Puebla (en la ciudad capital de ese estado, en México) y convertida en anexo (para los laboratorios de química, física y biología) de la Preparatoria Emiliano Zapata de la Benemérita Universidad Autónoma de Puebla. Su domicilio es Av. Juan de Palafox y Mendoza núm. 408, en esa ciudad, contigua a la Casa de las Bóvedas.
El edificio fue donado por el gobierno del estado a la universidad. El portón de madera fue realizado en 1899 por Meldardo Giliseo. La escalera principal muestra un escudo nobiliario similar a una pintura de la catedral de Puebla de la autoría de Bernardo de Valdivia y Roel. Tiene una zona de intercomunicación con la preparatoria, que se encuentra en el edificio contiguo.